# Олія чайного дерева

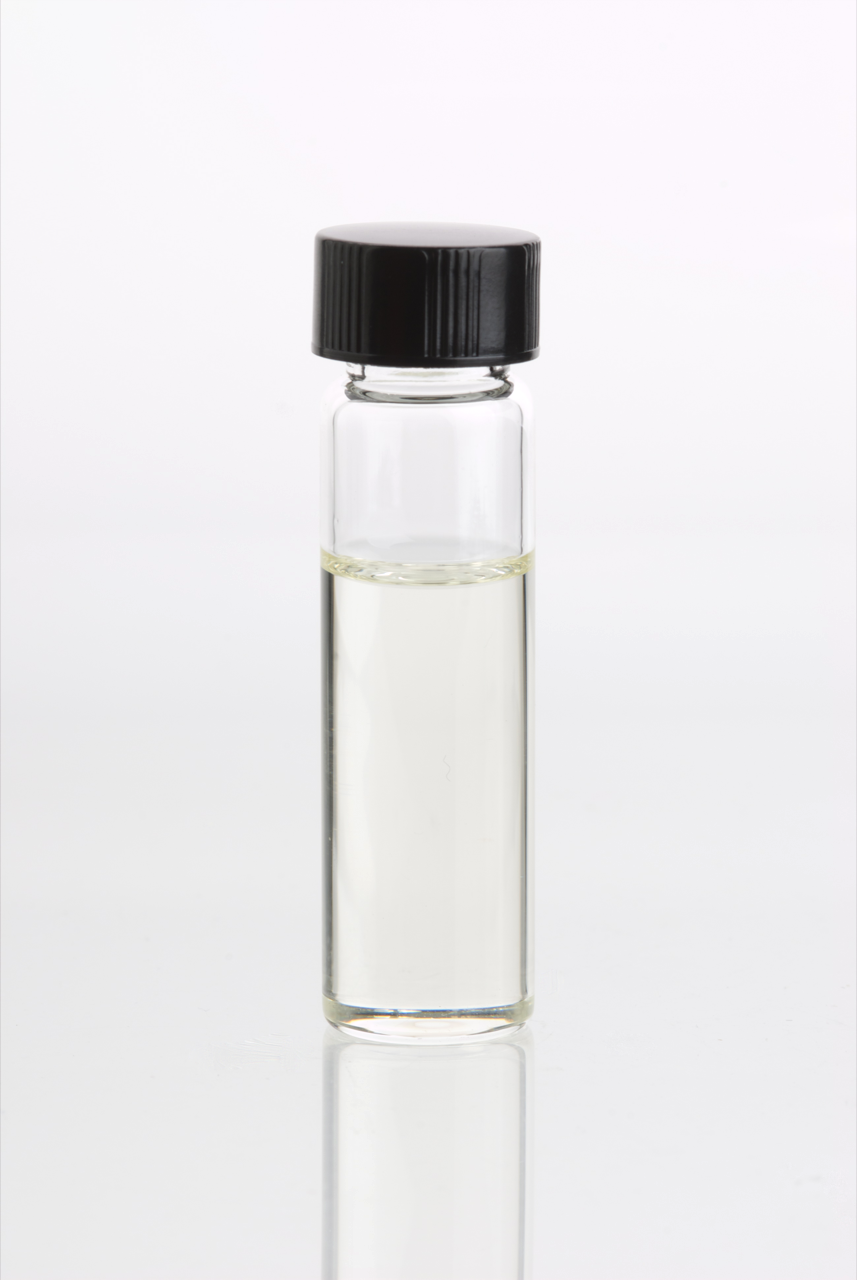

Олі́я ча́йного де́рева видобувається з листків мелалеуки методом перегонки з водяним паром. Це безбарвна або світло-жовта рідина, що має специфічний запах з відтінком камфори. Основний виробник олії чайного дерева — Австралія.
Для того, щоб отримати декілька крапель олії потрібно переробити багато кілограмів листків чайного дерева. Запах олії чайного дерева є дещо схожим на камфору та евкаліпт, проте він гостріший. Вона отруйна при пероральному вживанні та може бути небезпечною для використання дітьми .

## Застосування
Олія чайного дерева застосовується в офіційній та народній медицині, косметичній продукції та у стоматології. Олія чайного дерева вважається корисною для лікування лупи, вугрів, вошей, герпесу, укусів комах, корости та шкірних грибкових або бактеріальних інфекцій. Однак на цей час недостатньо доказів, що підтверджували б будь-яку з цих заяв через обмежену кількість досліджень, проведених на цю тему .
Олія мелалеуки використовувалася як традиційні рослинні ліки проти акне, грибку нігтів або «стопи атлета», але наразі немає доказів ефективності такого лікування .

## Історія видобування
Комерційне видобування олії чайного дерева зародилося у 20-х роках минулого століття, коли австралійський хімік Артур Пенфолд досліджував комерційний потенціал ряду видобутих ефірних олій. Він виділив ефірну олію чайного дерева за її антисептичні властивості .